# Phytoecia guilleti
Phytoecia guilleti là một loài bọ cánh cứng trong họ Cerambycidae.